# Daniel Mühlendorph
Daniel Mühlendorph Jensen (født 16. maj 1986 i Allinge) er en dansk filmproducer og festivalarrangør.
Mühlendorph er flere gange blevet nomineret til en Robert. Han er medstifter og formand for musikfestivalen Wonderfestiwall på Bornholm.